# Robert Faurisson
Robert Faurisson, född 25 januari 1929 i Shepperton, Surrey, död 21 oktober 2018 i Vichy, Frankrike, var en fransk litteraturvetare. Han var historierevisionist och förintelseförnekare. Faurisson besökte Sverige flera gånger. I början av 1990-talet orsakade hans tre besök stor uppmärksamhet med motdemonstrationer och stoppade lokaler. Han var då inbjuden av Ahmed Rami. Då intervjuades han i Radio TUFF, Tyresö närradio, av Åke Sandin, före detta ordförande i Svenska freds- och skiljedomsföreningen. I intervjun uttryckte Åke Sandin sin sympati för Faurisson som person. I mars 2007 besökte han åter Sverige för en föredragsturné. Föredragen arrangerades av Logik Förlag som just hade släppt hans bok Mitt liv som revisionist.
I slutet av 2006 deltog han i den så kallade Teheran-konferensen där historierevisionister från hela världen deltog. Hans tal har därefter översatts till flera språk och bland annat släppts på svenska av Logik Förlag under namnet "Revisionismens segrar".